# All Soul's Eve
All Soul's Eve er en amerikansk stumfilm fra 1921 af Chester Franklin.

## Medvirkende
- Mary Miles Minter som Alice Heath / Nora O'Hallahan
- Jack Holt som Roger Heath
- Carmen Phillips som Olivia Larkin
- Clarence Geldart som Dr. Sandy McAllister
- Michael D. Moore som Peter Heath
- Fanny Midgley som Mrs. O'Hallahan
- Lottie Williams som Belle Emerson
- Alice Knowland
- Lucien Littlefield